# Baruch Goldstein
Baruch Kappel Goldstein (9 de dezembro de 1956 – 25 de fevereiro de 1994) foi um judeu, militante do grupo Kach e Kahane Chai, responsável pelo assassinato de 29 palestinos muçulmanos que rezavam na Caverna dos Patriarcas em Hebrom, em 1994, no episódio conhecido como Massacre do Túmulo dos Patriarcas.

## História
Baruch Goldstein nasceu no Brooklyn, na cidade americana de Nova Iorque, no seio de uma família de judeus ortodoxos.

Em 1983 Goldstein mudou-se para Israel, após ter concluído a sua formação em medicina. Goldstein fixou-se no colonato de Kiryat Arba situado perto da cidade de Hebrom (conhecida em língua árabe como Al-Khalil, na Cisjordânia, território ocupado por Israel desde 1967), cuja população é majoritariamente de origem árabe. Goldstein trabalhou como médico no exército israelita, tendo também sido representante do Kach (antigo partido de extrema-direita, que advogava a violência contra os árabes), no conselho local de Kiryat Arba.

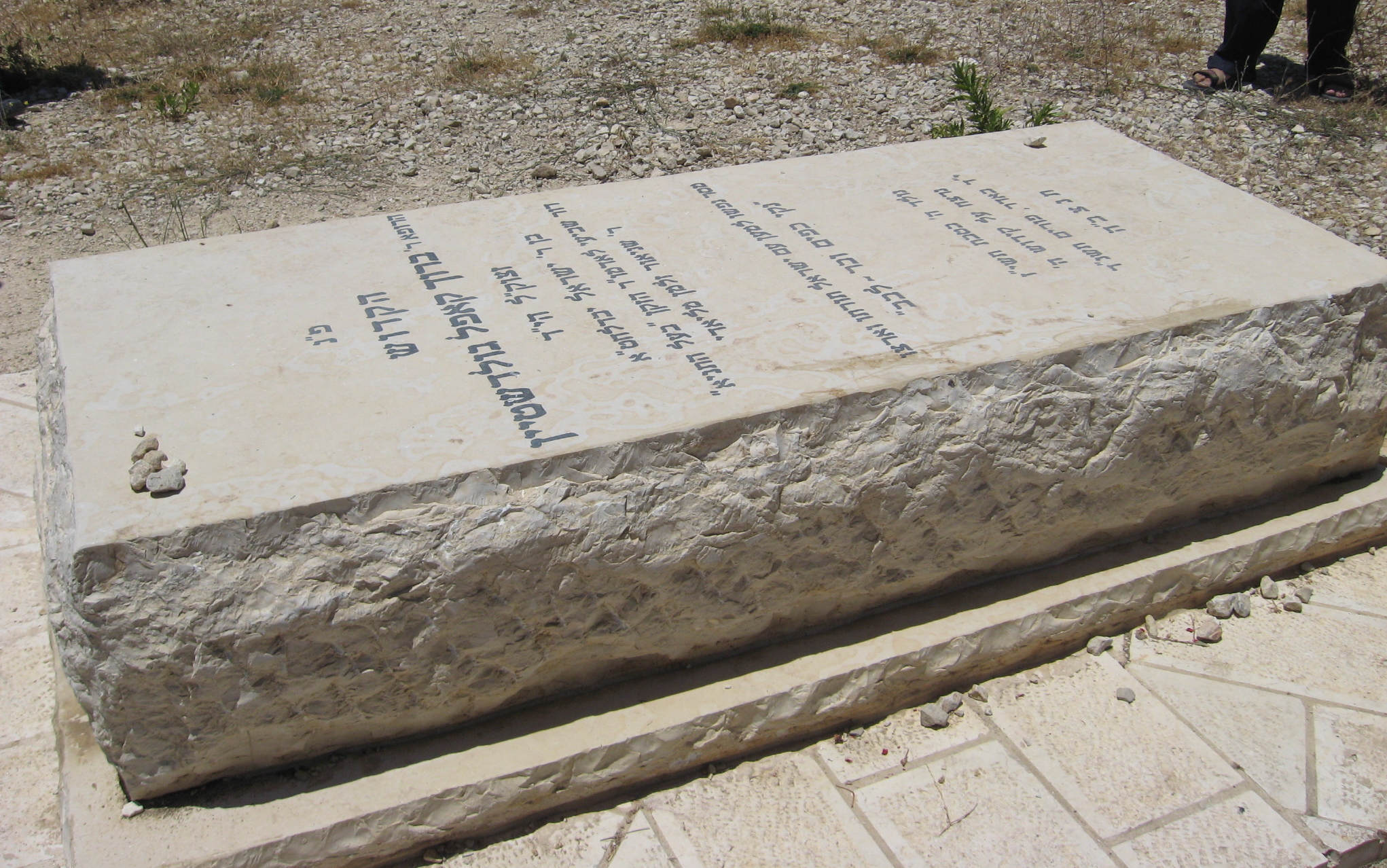
Túmulo de Baruch Goldstein.

No dia 24 de Fevereiro de 1994, véspera da festa de Purim, Goldstein dirigiu-se ao santuário no Túmulo dos Patriarcas, em Hebrom. O santuário situa-se acima da Cova de Macpela, local onde, segundo a tradição, encontram-se sepultados Abraão, Sara e Isaac, e que é venerado por judeus, cristãos e muçulmanos. O santuário possui áreas reservadas a judeus e muçulmanos. Goldstein entrou na área reservada aos muçulmanos, vestido com uma farda do exército e disparou sobre as pessoas que oravam, matando 29 e ferindo 125. Quando a sua arma travou, Goldstein foi atacado com barras de ferro, pelos sobreviventes do massacre, acabando por falecer.
Yasser Arafat reagiu ao massacre solicitando a retirada de todos os colonatos judeus da área de Hebrom e o desarmamento de todos os colonos residentes na Cisjordânia.
Alguns colonos de Kiryat Arba transformaram o túmulo de Goldstein, situado próximo da Praça de Kahane (assim denominada em homenagem ao fundador do Kach, Meir Kahane) num santuário, que se tornou local de peregrinação. Segundo estes colonos, Goldstein teria conhecimento de um ataque árabe contra o colonato. Esta alegação nunca foi comprovada. O governo de Israel decidiu aprovar uma legislação que impedisse a construção de monumentos a qualquer pessoa que tivesse participado em actos de terrorismo e mandou destruir o santuário que se tinha criado no túmulo de Goldstein em 1999.